# Amara Sy
Amara Sy (Parigi, 28 agosto 1981) è un ex cestista francese con cittadinanza maliana.

## Carriera
Con il Mali ha disputato tre edizioni dei Campionati africani (2001, 2005, 2009).

## Palmarès
- Campionato francese: 2

ASVEL: 2001-02, 2008-09
- Coppa di Francia: 2

ASVEL: 2001
Le Mans: 2004
- Leaders Cup: 3

Monaco: 2016, 2017, 2018

### Individuale
- LNB Pro A MVP finali: 1

ASVEL: 2008-09